# Diaporthe americana
Diaporthe americana är en svampart som beskrevs av Speg. 1879. Diaporthe americana ingår i släktet Diaporthe och familjen Diaporthaceae.   Inga underarter finns listade i Catalogue of Life.